# 不止不休
《不止不休》是一部中国大陆电影，由王晶执导，贾樟柯监制，白客、苗苗、张颂文领衔主演。电影以记者韩福东为原型，讲述一位北漂调查记者在2003年报道乙肝歧视的故事。于2020年在第77屆威尼斯影展地平线单元首次展映，2023年3月24日在中国大陆公映。同年5月25日在香港上映。

## 演出
| 演員   | 角色     | 介绍                                                                                         |
| 白客   | 韩东     | 26岁的报社实习记者。为了透露“乙肝代检”产业后的真相决定撰写名为《一亿人的反歧视主张》的报道。 |
| 苗苗   | 小竹     | 韩东女友                                                                                     |
| 张颂文 | 黄江     | 资深记者，韩东的伯乐。                                                                       |
| 宋洋   | 张博     | 韩东的发小。                                                                                 |
| 王奕权 | 彪哥     |                                                                                              |
| 周野芒 | 报社主任 |                                                                                              |
| 贾樟柯 | 煤矿老板 |                                                                                              |
| 秦海璐 | 黄江夫人 |                                                                                              |
| 胡天渝 | 墨镜男孩 |                                                                                              |

## 制作
本片于2019年10月14日在平遥国际电影展举行启动新闻发布会。同年11月1日在北京举行开机仪式，开始拍摄。2020年1月初杀青，同时曝光演员阵容。

## 发行
2020年9月8日，本片在第77屆威尼斯影展发布国际版预告片，并在地平线单元进行首映。
2023年2月17日，本片宣布将于2023年3月24日公映。3月3日释出“渺小敢为”版海报和预告片。